# Бабати
Баба́ти (суахили и англ. Babati) — город на западе Танзании, административный центр области Маньяра, а также одноимённого района.

## Географическое положение
Город находится в западной части области, к западу от национального парка Тарангире, на расстоянии приблизительно 478 километров к северу-западу от столицы страны Дар-эс-Салама. Абсолютная высота — 1391 метр над уровнем моря.

## Население
По данным официальной переписи 2002 года, население составляло 30 975 человек.
Динамика численности населения города по годам:
| 2002   | 2012   |
| ------ | ------ |
| 30 975 | 42 948 |

## Транспорт
Участок Трансафриканского шоссе Каир-Кейптаун, проходящий через Бабати, полностью заасфальтирован и пригоден для проезда большую часть года. Возле города имеются и другие автомобильные дороги.
Ближайший к Бабати аэропорт расположен в городе Кондоа.